# Riksdagsvalet i Finland 2027
Det 39:e riksdagsvalet i Finland planeras att hållas den 18 april 2027. Under den föregående mandatperioden leddes Finland av en majoritetskoalition bestående av Samlingspartiet, Sannfinländarna, Svenska folkpartiet, Kristdemokraterna. Nuvarande regeringschef är Petteri Orpo. 

## Bakgrund
I enlighet med Finlands grundlag skall riksdagsval hållas vart fjärde år, enligt vallagens 107 § (sedan valet 2011) den tredje söndagen i april, det vill säga den 18 april 2023. Då väljs 200 riksdagsledamöter från landets 13 valkretsar. Ledamöterna väljs genom D'Hondts metod. Finland har, till skillnad från Sverige, inga utjämningsmandat och därför inte heller någon riksdagsspärr.
Landskapet Åland innehar ett mandat och ett eget system för partier.